# Ouv (Einheit)
Ouv war ein französisches Flächenmaß für Weinberge in der Region Belleville und Monsols.
- 1 Ouv = 800 Pas2 = 527,6 Quadratmeter